# Дешичі
Де́шичі — село в Україні, у Самбірському районі Львівської області. Населення становить 370 осіб.